# Siedliska (Koniusza)
Pour les articles homonymes, voir Siedliska.
Siedliska est une localité polonaise de la gmina de Koniusza, située dans le powiat de Proszowice en voïvodie de Petite-Pologne.